# Фатальний потяг (фільм, 1987)
«Фатальний потяг» (англ. Fatal Attraction) — американський психологічний трилер 1987 року режисера Адріана Лайна.

## Сюжет
Життя Дена Галаґера (Майкл Дуглас) текло спокійно і без особливих потрясінь. Та тільки до моменту його випадкової зустрічі з Алекс Форест (Гленн Клоуз). «Фатальний потяг» і наступна пристрасна ніч, на його думку, нічого не значать, адже у нього сім’я, коха́ні дочка і молода дружина Бет (Енн Арчер) і він не має жодного бажання підтримувати стосунки з Алекс. 
На її прохання Ден неохоче проводить наступний день з Алекс. Коли він намагається піти, вона ріже собі зап’ястя, намагаючись змусити його залишитися і врятувати її. Ден допомагає їй, залишається на ніч, щоб переконатися, що з нею все добре, а потім їде вранці.
Алекс з’являється в своєму офісі, щоб вибачитися за свою поведінку, і запрошує його на виставу «Мадам Баттерфляй», але він відмовляється. Вона продовжує дзвонити йому в офіс, доки він не повідомляє своєму секретарю, що більше не прийматиме її дзвінки.
Алекс наполягає на тому, щоб Ден зустрівся з нею та повідомляє йому, що вона вагітна, стверджуючи, що він повинен взяти на себе відповідальність. Після того як Ден змінив їхній номер телефону, Алекс зустрічає Бет, яка подала оголошення про продаж їхньої квартири, вдаючи, що зацікавлена в її покупці. Тієї ночі Ден йде до квартири Алекс, щоб протистояти їй, і між ними починається бійка. В одній із найвідоміших реплік у фільмі вона заявляє: «Я відмовляюся бути ігнорованою, Ден».
Ден, Бет і Еллен переїжджають до Бедфорда, але це не зупиняє Алекс. Вона доставила йому магнітофонний запис, повний словесних образ. Вона переслідує його, виливає кислоту на його автомобіль і слідує за ним додому пізніше того вечора. Вид його щасливої сім'ї через вікно змушує її блювати.
Одержимість Алекс посилюється, коли Ден звертається до поліції, щоб подати обмежувальний припис, стверджуючи, що це «для клієнта». Лейтенант повідомляє йому, що він не може порушувати права Алекса без вагомої причини, і що «клієнт» повинен визнати свою зраду.
Коли Ден, Бет і Еллен одного разу повертаються додому, Бет знаходить домашнього кролика Еллен мертвим, киплячим у каструлі на плиті. Ден знає, що за цим стоїть Алекс, і після цього зізнається Бет у романі та вагітності Алекс. Розлючена Бет наказує йому піти. Перед від'їздом Ден дзвонить Алекс, щоб сказати, що його дружина знає про роман. Бет бере телефон і каже Алексу, що вб’є її, якщо Алекс знову наблизиться до їхньої родини.
Незабаром після цього Алекс забирає Еллен зі школи та викрадає її, відвозячи до парку розваг. Бет несамовито їздить, шукаючи її, і потрапляє в аварію, що вимагає госпіталізації. Того ж дня Алекс повертає Еллен додому неушкодженою.
Відвідавши Бет у лікарні, Ден силою проникає в квартиру Алекс і намагається задушити її, але не вбиває її. Вона хапає кухонний ніж і кидається на нього, але йому вдається її обеззброїти, а потім йде. Поліція починає пошуки Алекс після того, як Ден повідомляє про викрадення. Бет прощає Дена, і вони повертаються додому після того, як Бет виписують з лікарні.
Того вечора Ден внизу на кухні варить чай для Бет, а Бет нагорі у ванній і готується прийняти ванну. Перш ніж вона роздягнеться і зайде, Алекс раптово з'являється з ножем. Вона звинувачує Бет у тому, що вона перешкоджає їй мати Дена, і нападає на неї. Ден кидається нагору, почувши напад. Спочатку Ден зміг підкорити Алекс і, здається, втопив її у ванні. Через кілька хвилин вона раптово виринає з води, розмахуючи ножем. Бет швидко повертається з пістолетом і стріляє в Алекс, вбиваючи її. Ден завершує свою заяву поліції та приєднується до Бет у вітальні, на передньому плані зображена їхня сім’я.

## Ролі виконують
- Майкл Дуглас — Ден Галаґер
- Гленн Клоуз — Александра «Алекс» Форест
- Енн Арчер —  Бет Роджерсон Галаґер
- Фред Гвінн — Артур
- Джейн Краковськи — Крістіна

## Нагороди
- 1987 Премія Національної ради кінокритиків США:
  - 10 найкращих фільмів (National Board of Review: Top Ten Films[en]) — N 7
- 1987 Премія «Золота Камера», Німеччина: 
  - найкращій міжнародній акторці — Гленн Клоуз
- 1988 Премія БАФТА, Британської академії телебачення та кіномистецтва:
  - за найкращий монтаж[en] — Майкл Кан, Пітер Бергер
- 1988 Премія Американського товариства композиторів, авторів і видавців за музику для кіно та телебачення (American Society of Composers, Authors and Publishers[en], ASCAP Film and Television Music Awards):
  - за найбільші касові збори фільму — Моріс Жарр
- 1988 Премія Вибір народу, США:
  - улюблений драматичний кінофільм
- 1988 Премія «Золотий екран»[de], Німеччина